# Cleora illustraria
Cleora illustraria är en fjärilsart som beskrevs av Walker 1863. Cleora illustraria ingår i släktet Cleora och familjen mätare. Inga underarter finns listade i Catalogue of Life.